# Satchelliella fonticola
Satchelliella fonticola är en tvåvingeart som först beskrevs av Szabo 1960.  Satchelliella fonticola ingår i släktet Satchelliella och familjen fjärilsmyggor. Inga underarter finns listade i Catalogue of Life.